# Hrašće Turopoljsko
Hrašće Turopoljsko – wieś w środkowej Chorwacji, na terenie miasta Zagrzeb, około 4,5 km od Velikiej Goricy, około 9 km od centrum Zagrzebia. Miejscowość w 2011 roku liczyła 1202 mieszkańców (w czym 594 to mężczyźni a 608 to kobiety).